# Creu de terme de la Galera
La Creu de terme de la Galera és una obra de la Galera (Montsià) inclosa a l'Inventari del Patrimoni Arquitectònic de Catalunya.

## Descripció
Al final del carrer de la Creu i ja fora de la població trobem una creu de terme allà on el camí es divideix en tres branques: una cap a la Sénia, la segona en direcció a la Miliana (aquest camí arriba fins a Godall i Ulldecona) i la tercera és l'antiga carretera de Godall a Ulldecona.
La base i el fust són de secció octogonal i semblen elements de construcció recent, mentre que el capitell sembla més antic, tal vegada romànic. Presenta figures humanes sostenint quatre escuts. De fet, però, només es distingeix amb claredat la imatge d'un home amb una llança i una sèrie de figures de dones. Les altres s'han deteriorat. La creu pròpiament dita és de ferro, abans era de pedra però durant la guerra es va malmetre. Sembla que aquesta creu abans es trobava molt pròxima del pont que creua el barranc de la Galera. A causa del creixement de la població va ser traslladada.